# Dättlikon
Dättlikon is een gemeente en plaats in het Zwitserse kanton Zürich, en maakt deel uit van het district Winterthur.

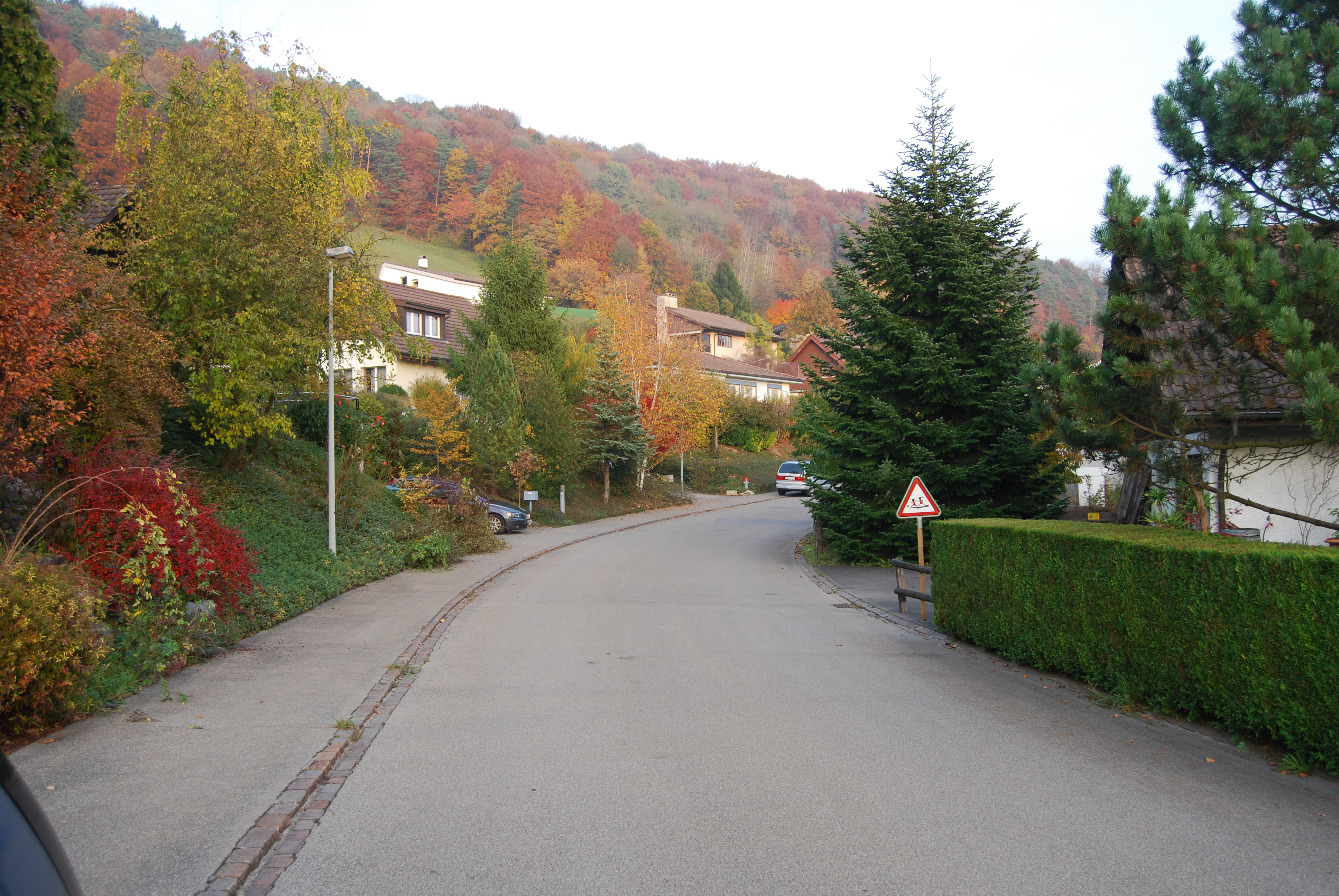
Dättlikon

Dättlikon telt 620 inwoners.